# كريس بيرسون (سياسي)
كريس بيرسون هو دبلوماسي وسياسي كندي، ولد في 29 أبريل 1931 في ليثبريدج في كندا، وتوفي في 14 فبراير 2014 في مقاطعة بولاسكي في الولايات المتحدة. حزبياً، نشط في Yukon Progressive Conservative Party ‏. وقد انتخب Premier of Yukon ‏ (14 ديسمبر 1978 – 23 مارس 1985) وانتخب عضو الجمعية التشريعية في يوكون ‏ عن دائرة Riverdale North ‏ (20 نوفمبر 1978 – 13 مايو 1985) وانتخب Premier of Yukon ‏ (20 نوفمبر 1978 – 22 مارس 1985).